# 危机边缘角色列表
這是美國科幻電視劇《F檔案》的角色列表。

## 主要角色

### 奧莉薇亞·唐翰（Olivia Dunham）
本劇女主角，由安娜·托芙飾演，FBI調查員，富正義感亦具工作能力，受龐菲力賞識而被借調往邊緣科學小組。
愛人約翰·史考特（John Scott）同為FBI探員，為了追查線索在瓦特·畢夏的幫助下，與已死的冼壯意識連結，其後發現冼壯的一部分記憶仍殘留在自己的腦海中。
經常不時在幻覺中與冼壯溝通，最後瓦特·畢夏協助她用自己的意識和冼壯的記憶溝通，而冼壯的記憶亦從唐愛暉的腦海中退去。
唐愛暉小時曾被注射藥物「腦皮層素」（Cortexiphan）作藥物試驗，腦皮層素是由威廉·貝爾（William Bell）所發明，主要維持幼童的腦部機能不致隨時間減弱。而唐愛暉亦能使用超乎常人的精神力量，例如可以用精神念力使燈泡逐個熄滅等。小時候的唐愛暉在第一次看見另一個空間，因太害怕而用意念去點起了一場大火，而且，她曾因為害怕父親的追打，而到了平几空間，並把與平彼得·畢夏（Peter Bishop）一起的圖畫交給平行空間的瓦特·畢夏（Walternate），間接導致日後兩個空間的戰爭。由於受腦皮層素影響，在第一季的第十九集，她在無意間穿梭了現實世界和另一個空間。
在第一季的結尾中，唐愛暉被帶去另一個空間，更在那裡遇到大企業集團「巨大動力」（Massive Dynamic）創辦人威廉·貝爾本人，威廉警告她要尋找一個頭上有獨特標記的男人，並阻止其甦醒，但她最終卻失敗了。於第二季十五集中，一幢本來屬於另一個空間的大廈忽然出現，瓦特·畢夏推說質量守恆的理論下，一幢大廈將被轉移到另一個空間。唐愛暉因害怕而激發其小時候曾擁有分別兩個空間的事物的能力，憑大廈所發出的閃光成功分辨出那幢即將消失的大廈，及時把大廈中的人疏散，而同時亦察覺到平彼得·畢夏是屬於另一個空間。
在第二季的結尾中，唐愛暉與瓦特·畢夏到了另一邊，找回跟隨了另一個空間的瓦特·畢夏的平彼得·畢夏，但在回到現實世界時，被另一邊的唐愛暉冒充回到現實世界，而現實世界的唐愛暉被Walternate所擒，並困於黑暗的囚室中，而另一邊的唐愛暉得以成功入侵現實世界。

### 彼得·畢夏（Peter Bishop）
由約書亞·傑克遜（Joshua Jackson）飾演，瓦特·畢夏的兒子，是一位IQ 190的天才，為父親瓦特·畢夏的監護人，平日負責照顧父親和解說父親艱深的科學名詞。因父親在他孩童時專注工作甚少與他相處，以致兩人關係疏離。他小時曾患上一種罕見流感而差點死去，但他卻忘記此事。
在第一季完結篇中瓦特·畢夏站在平彼得·畢夏的墓前，而墓碑上的死亡日期寫著1985年，而瓦特·畢夏曾說過自己發明通道到另一個空間，是想尋回自己失去的東西，暗示現在的彼得·畢夏，可能是從平行空間被帶回來的。
其後於第二季曾多次暗示彼得·畢夏是來自另一個空間，例如第8集中瓦特·畢夏哀求旁觀者不要帶走彼得·畢夏，和第12集中瓦特·畢夏曾說過：「不能讓彼得·畢夏再死一次」。
後來在第二季的第15集中，終於證實了瓦特·畢夏為了救他，而把他從另一個空間帶來現實世界。
後來他知道自己真正身份後，跟隨由變形人首領湯瑪斯·傑洛·紐頓（Thomas Jerome Newton）帶來的Walternate回到另一個空間，後來又於第二季結尾，跟隨瓦特·畢夏回到現實世界。
第三季第22集得知使用末日機器的未來，並且將未來的意識傳回現在，改變了現在使用末日機器毀滅另一個宇宙的想法，並將另一個宇宙的Walernate等人轉移到現實世界中，告知瓦特·畢夏與Walernate兩個平行世界是互相依賴存在的，而不是互相毀滅。
第三季結尾以在眾人記憶中消失的方式，消失於世界中，觀察者說，彼得·畢夏本來就不存在於大家的記憶中，但不確定是否就此消失，第四季中可能交代去向。

### 瓦特·畢夏（Walter Bishop）
約翰·諾伯飾演，因為牽涉一宗以人為實驗對象而致死的案件被控誤殺而被關了進精神病院17年的邊緣科學教授，為前政府的邊緣科學家，智商高達196。唐愛暉為得到其協助偵查案件而從精神病院申請他出來。由於被關在精神病院17年，與現今事物脫節和行為古怪，經常失蹤，而他的所作所為亦出乎意料。
第二季第10集中說明瓦特·畢夏的局部失憶和性情大變是由於畢維廉得悉瓦特·畢夏曾打開通往另一個空間的入口後，擔心另一個空間的人種會從瓦特·畢夏得知打開入口的方法並引起他們的入侵，因此化名賽門·派瑞斯博士（Dr. Simon Paris）抽出瓦特·畢夏的部分腦組織，並把它們分別植入不同人的腦中，以確保瓦特·畢夏曾打開通道的記憶不致流出。
瓦特·畢夏曾與巨大動力創辦人畢維廉共用一個哈佛大學地下實驗室，並與數宗案件有微妙關連，而他身上亦似乎有不少不為人知的秘密。曾表示願意不惜一切去保護家庭，這解釋了當年他穿越到另一個空間帶走彼得·畢夏的原因。
第二季16集中道出瓦特·畢夏在彼得·畢夏患病其間，一直透過一面可以看到另一個空間的儀器去監察另一個瓦特·畢夏研製藥劑的進度，希望從中得到治療彼得·畢夏的遺傳病的藥方，但藥劑還未研製出彼得·畢夏已病逝。正當另一邊的瓦特·畢夏快將取得成果時，September（旁觀者）的出現令另一邊的瓦特·畢夏錯過目睹藥劑的製成，而現實世界的瓦特·畢夏卻把一切看在眼裡。為了救回另一邊彼得·畢夏的性命，瓦特·畢夏帶著製成的藥劑到另一個空間去治療彼得·畢夏，但藥劑在和尚妮娜的糾纏下遭砸碎，瓦特·畢夏唯有把彼得·畢夏帶回現實世界治療。原本瓦特·畢夏打算把彼得·畢夏治好後便送返另一個空間，但當他看到妻子伊莉莎白（Elizabeth）對彼得·畢夏的不捨，而打消念頭留下了彼得·畢夏。
其父羅伯（Robert Bishop）同為科學家，並曾在二戰時期當臥底間諜，為美國破壞德國納粹的實驗成果。於第二季第13集中羅伯所研究的毒素遭竊取，並被用於人體實驗。雖然最後遭瓦特·畢夏以反制毒素所殺，但卻揭示該名竊取毒素的科學家過去曾與羅伯共事，年齡超過百歲並仍保持年輕外貌至今，成為本劇另一個謎團。

## 次要角色

### 艾絲卓·方斯沃（Astrid Farnsworth）
由Jasika Nicole飾演，FBI調查員，瓦特·畢夏的助手。懂拉丁文、入侵電腦等不同領域的知識。在现在世界为负责照顾瓦特·畢夏的实验工作，在另一个世界是边缘科学部的电子情报分析官。

### 菲利普·伯爾斯（Phillip Broyles）
由蘭斯·雷迪克（Lance Reddick）飾演，唐愛暉在Fringe小組的上司，處理案件時具彈性，外表冷漠但亦會包容下屬。經常和尚妮娜互相利用合作去調查案件。早年離婚並育有一子。在另一个世界曾帮助现在世界的奧莉薇亞·唐翰离开另一个世界而被杀害。

### 妮娜·夏普（Nina Sharp）
由Blair Brown飾演，巨大動力的首席營運長（COO），畢維廉為她設計機械臂以招攬她成為巨大動力的首席營運長。
在第一季最後一集中被鐘大衞槍傷並遭搶去機械臂上的強力電源，事件平息後安排唐愛暉與畢維廉見面。
到了第二季，開始披露尚妮娜是其中一個知道彼得·畢夏是來自另一邊的人。為了不想平偉達開了穿梭兩邊空間的壞先例，尚妮娜在平偉達進入空間之時與其糾纏，糾纏間平偉達成功進入空間，但尚妮娜拉扯著平偉達的手卻因入口關閉而消失，這亦是她失去手臂的原因。

## 其他角色

### 觀察者（Observer）
在與模式有關的事件中經常出現，只做觀察，不採取任何行動。喜歡於食物中加入大量的調味料（尤其是辣味的）。第二季透露他們在改變人類歷史的大事中出現，最近出現的次數卻比過去任何時期都多。他們不只一人，並似乎是以月份作代號。第8集中得知Observe會出手確保某個人的安全，只要那個人對在人類歷史大事擔當著重要的角色。
其中一名觀察者September在觀察另一邊的平偉達研製藥劑時意外被平偉達發現而令他錯過目睹藥劑的製成。由於彼得·畢夏在人類歷史大事上是十分重要的，為了彌補過失並不讓他死去，September把平偉達和彼得·畢夏從結冰的湖中救出。

### 大衛·羅伯·瓊斯（David Robert Jones）
傑瑞德·哈里斯飾，生物化學家，畢維廉的前助手，曾被關於德國法蘭克福的一所監獄。首次出現於第七集，唐愛暉特意到監獄與見面，以獲取一種罕見寄生蟲的資料去拯救被寄生蟲附體而病危的FBI調查員、龐菲力的好友Mitchell Loeb。其後在Mitchell Loeb的幫助下以瞬間移動機器（teleportation device）從監獄逃出。承受著瞬間移動帶來的副作用，鐘大衞到FBI總部自首並要求唐愛暉接受一連串以意志去令燈泡熄滅的測試，之後更於市內裝上生化炸彈以測試唐愛暉能否用意志力把炸彈拆除。當唐愛暉化解危機後，他再一次消失，並在牆上留下「妳過關了」（You Passed.）的字句。據尚妮娜說，他策劃ZFT生化襲擊是希望向畢維廉證明自己的能力。
於第一季最後一集成功打開通往另一空間（平行世界）的入口，希望找到畢維廉並把他殺死以報當日懷才不遇的仇，卻在半邊身已進入空間之際，彼得·畢夏利用他父親的遙控關閉空間入口，半邊身體遭截斷而死。

### 威廉·貝爾（William Bell）
李奧納德·尼摩伊（Leonard Nimoy）飾，巨大動力創辦人兼總裁，曾經是平偉達的同事。因緣際會穿越到另一個平行世界並滯留不歸。與唐愛暉會面時，曾警告她要尋找一個頭上有獨特標記的男人並阻止其甦醒，但唐愛暉最終失敗。他曾化名賽門·派瑞斯，把平偉達大腦中對來往第二個空間的方法的記憶移除，以保護兩個空間。
後來，他於第2季結尾為把平偉達等人安全地送回現實世界，而把自己的生命轉作能量，開啟空間之門。